# Генрі Веллс (веслувальник)
Генрі Веллс (англ. Henry Wells, 12 січня 1891 — 4 липня 1967) — британський академічний веслувальник.
Олімпійський чемпіон 1912 року в складі вісімки.